# 3차원 모델링

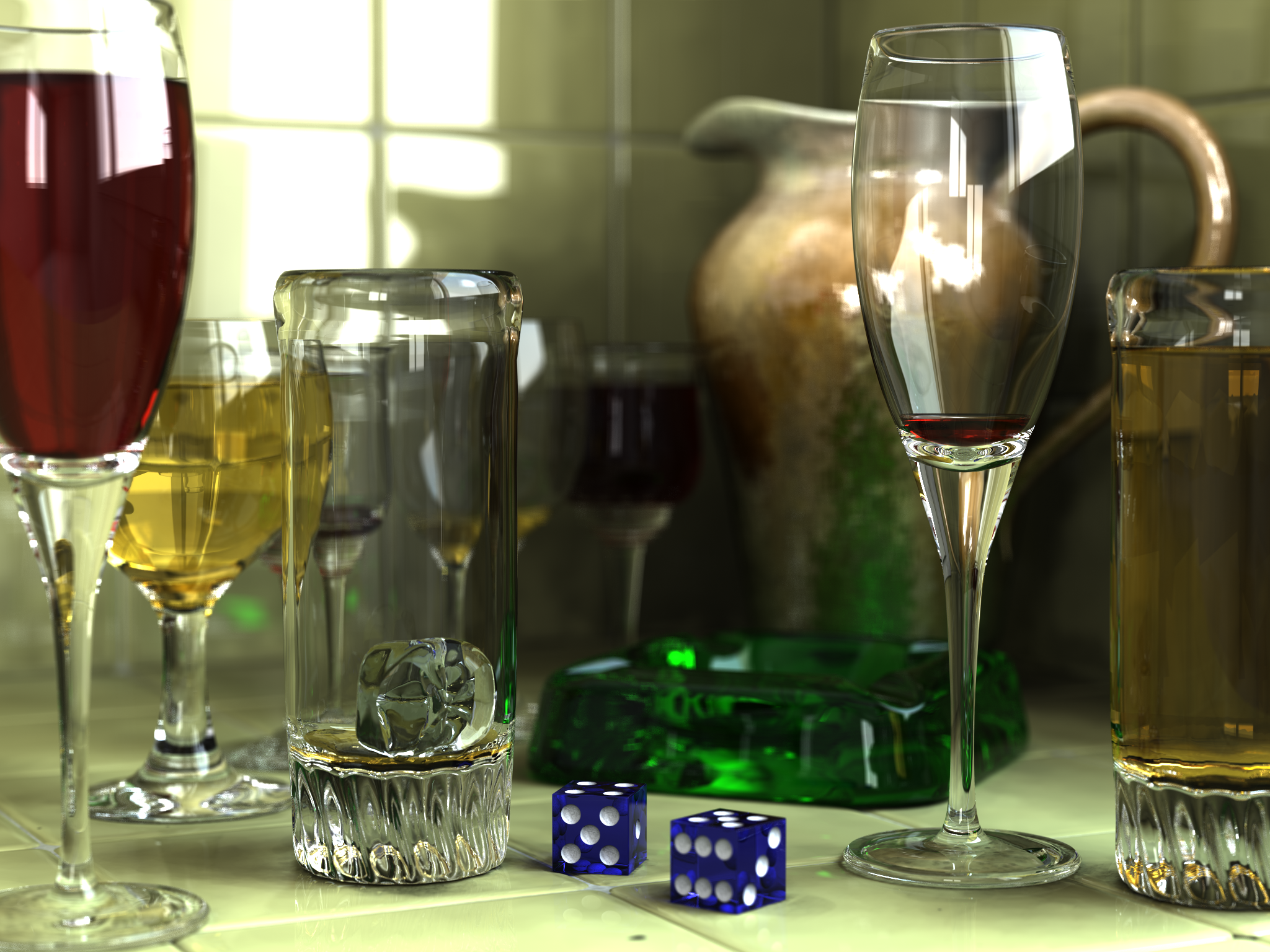

3차원 모델링(영어: 3D modeling)은 컴퓨터가 이해할 수 있는 형태의 데이터로 저장된다. 3차원 모델은 일반적으로 렌더링 과정을 통해 실제 물체와 비슷한 모양과 질감을 가질 수 있다.
3d모델링이란 3차원 모델링으로 가상공간의 3차원 모델을 통해 현실의 물체를 묘사하거나 혹은, 물리적 환경을 모델링하여 가상환경 속에서 물체의 모습을 만들어내는 것을 의미한다.
컴퓨터 그래픽스 분야에서는 특히 이러한 3차원 모델을 표현하고자 하며 가상공간의 3차원 모델을 통해 실세계의 물체를 묘사하거나 혹은 물리적 환경을 모델링하여 가상환경 속에서 물체의 모습을 만들어낼 수도 있다. 최근 3차원 모델링은 영화, 애니메이션, 광고 등의 엔터테인먼트 분야와 물리적 실험 시뮬레이션, 건축, 디자인 등의 설계 및 예술의 표현 수단으로 각광 받고 있다.

## 3차원 모델링 소프트웨어
3차원 모델러(3D modeler, 3D modeller)는 삼차원 도안을 만들 때 사용되는 소프트웨어이다.

### 자유 3D 모델링 소프트웨어
- 스케치업 - 사용하기가 쉬움.
- 아트 오브 일루젼- 렙랩 컴니팅에서 가장 폭넓게 사용됨
- 오픈 SCAD - 리눅스, 유닉스, 윈도, 맥OS에서 모두 사용할 수 있음
- 스컬프트리스 - 3D 예술 조각품을 모델링하기에 적합함
- 팅커캐드 - 초보자들에게 적합, 웹 애플리케이션, STL 파일 형태로 자동 저장

### 상용 3D 모델링 소프트웨어
- 오토캐드 - CAD 응용분야의 산업 선두주자. 한글 서비스가 지원되는 장점이 있다.
- 라이노- 산업용 디자인, 해양 디자인, 자동차 디자인 등과 같은 산업을 위한 도구. 조작이 쉽고, 비디오클립을 이용한 도움말 제공
- 알리아스(Alias)- 라이노와 같이 산업용 디자인에 사용. 주로 자동차 모델링에 많이 사용되고 있음. 섬세한 서페이스 구성능력이 특징.

## 같이 보기
- 3D 프린터